# 峨眉钓樟
峨眉钓樟（学名：Lindera prattii）为樟科山胡椒属下的一个种。